# Artocarpus vrieseanus
Artocarpus vrieseanus är en mullbärsväxtart som beskrevs av Friedrich Anton Wilhelm Miquel. Artocarpus vrieseanus ingår i släktet Artocarpus och familjen mullbärsväxter. Inga underarter finns listade i Catalogue of Life.